# Потяг до Пусана
«Потяг до Пусана» (кор. 부산행, Ханча: 釜山行, Busanhaeng) — південнокорейський фільм-трилер, знятий Йоном Сан Хо. Світова прем'єра стрічки відбулась 13 травня 2016 року на Каннському кінофестивалі. Прем'єра фільму в Кореї відбулася 20 липня того ж року, менше ніж за три тижні фільм побив рекорд переглядів в Республіці Корея та став першим фільмом 2016 року який переглянуло більш як 10 млн глядачів. Фільм розповідає про пасажирів швидкісного потягу Сеул-Пусан, яким доводиться протистояти зомбі-апокаліпсису.
У тому ж році вийшов його анімаційний фільм-приквел «Станція „Сеул“» того ж режисера.

## Сюжет
Вічно зайнятий фондовий брокер Сок Ву, розлучений і живе в Сеулі з матір'ю, яка доглядає за його дочкою Су Ан. У день свого народження дівчинка хоче, щоб вони з батьком з'їздили до її мами в Пусан. Але не встигають батько з донькою сісти на поїзд, як місто охоплює епідемія незвіданого вірусу, що перетворює своїх жертв в кровожерливих зомбі.

## У ролях
- Кон Ю —  у ролі Сок Ву. [5]
- Кім Суан — у ролі Су Ан. Десятирічна донька Сок Ву.
- Чон Ю Мі — у ролі Сон Кьон. Вагітна дружина Сан Хви.
- Ма Дон Сок —  у ролі Сан Хва.
- Чхве У Сік  —  у ролі Йон Гука.
- Ан Со Хі — у ролі Кім Чін Хі.
- Кім Ий Сон — у ролі Йон Сок, виконавчий директор Stallion Express.
- Чхве Кві Хва — у ролі безпритульного з ПТСР після атаки зомбі.
- Чон Сок Йон — у ролі машиніста KTX.
- Є Су Джон — у ролі Ін Гіль, старша сестра Чон Гіль.
- Пак Мьон Сін — у ролі Чон Гіль, сестра Ін Гіль.
- Чан Хьок Джін — у ролі Кі Чхоль, провідник потягу.
- Кім Чхан Хван — у ролі Кім Чін Мо.

## Визнання
| Нагороди та номінації фільму «Потяг до Пусана» (Список не є вичерпним) | Нагороди та номінації фільму «Потяг до Пусана» (Список не є вичерпним) | Нагороди та номінації фільму «Потяг до Пусана» (Список не є вичерпним) | Нагороди та номінації фільму «Потяг до Пусана» (Список не є вичерпним) | Нагороди та номінації фільму «Потяг до Пусана» (Список не є вичерпним) | Нагороди та номінації фільму «Потяг до Пусана» (Список не є вичерпним) |
| Рік                                                                    | Кінопремія / Кінофестиваль                                             | Категорія / Нагорода                                                   | Номінант                                                               | Результат                                                              | Примітки                                                               |
| ---------------------------------------------------------------------- | ---------------------------------------------------------------------- | ---------------------------------------------------------------------- | ---------------------------------------------------------------------- | ---------------------------------------------------------------------- | ---------------------------------------------------------------------- |
| 2016                                                                   | Міжнародний кінофестиваль «Фантазія»                                   | Найкращий азійський фільм                                              | «Потяг до Пусана»                                                      | Перемога                                                               |                                                                        |
| 2016                                                                   | Міжнародний кінофестиваль «Фантазія»                                   | Найкращий фільм «Cheval Noir»                                          | «Потяг до Пусана»                                                      | Перемога                                                               |                                                                        |
| 2016                                                                   | Кінофестиваль у Сіджасі                                                | Найкращий режисер                                                      | Йон Сан Хо                                                             | Перемога                                                               |                                                                        |
| 2016                                                                   | Кінофестиваль у Сіджасі                                                | Найкращі спеціальні ефекти                                             | Хванг Су Юнг                                                           | Перемога                                                               |                                                                        |
| 2016                                                                   | 37-ма Кінопремія Блакитний дракон                                      | Технічна нагорода                                                      | Квак Те Йон та Хван Хьо Гьон                                           | Перемога                                                               | [ 6 ]                                                                  |
| 2016                                                                   | 37-ма Кінопремія Блакитний дракон                                      | Найпопулярніший фільм — вибір аудиторії                                | «Потяг до Пусана»                                                      | Перемога                                                               | [ 6 ]                                                                  |
| 2016                                                                   | 25-та Кінопремія Buil                                                  | Кращий актор другого плану                                             | Кім Ї Сон                                                              | Перемога                                                               | [ 7 ]                                                                  |
| 2016                                                                   | 25-та Кінопремія Buil                                                  | Нагорода імені Ю Хьон Мока                                             | Йон Сан Хо                                                             | Перемога                                                               | [ 7 ]                                                                  |
| 2017                                                                   | 53-тя Премія Пексан                                                    | Кращий актор другого плану                                             | Кім Ї Сон                                                              | Перемога                                                               | [ 8 ]                                                                  |
| 2017                                                                   | 53-тя Премія Пексан                                                    | Кращий новий режисер                                                   | Йон Сан Хо                                                             | Перемога                                                               | [ 8 ]                                                                  |